# 임남균
임남균(林男均, 1987년 3월 4일 ~ )은 대한민국의 수영 선수이다. 2006년 2006년 아시안 게임과 2008년 하계 올림픽 수영 수영 종목에 참가했다.